# 黑洞 (网络)
在電腦網路中，黑洞代指静默丢弃进出流量（亦或称为“丢包”）的网路地点，且不通知源头数据未到达指定的接受者。
当检查网络拓扑时这些黑洞不可见，且只能以通过监测遗失的流量来发现它们。故名“黑洞”。

## 死地址
最常见的的黑洞形式是相应主机未在运行的IP地址或保留IP地址。
TCP/IP协议虽然提供了几种通过ICMP的通讯方式使得传输故障的信息可以传回发送者，但这些前往死地址的流量通常直接被路由器丢弃。
对于那些无连接传输模式和不可靠的传输协议来说（例如UDP），死地址与否不可检测. 而连接导向传输或可靠的传输协议（如TCP和RUDP） 会无法连接到死地址或者无法收到预期的确认。

## 防火墙与隐形端口
大多数防火墙（家用路由器）可以被设置为将发给特定主机或端口的包静默丢弃，从而产生局域网内的“黑洞”。
不响应ICMP回应（Ping）请求的个人防火墙被某些供应商指定为处于“隐身模式”。尽管如此，大多数网络中拥有防火墙的主机可轻松区分无效或不可达的IP地址。如果遇到后者，路由器通常会回复一个ICMP网络rsp的应答。网络地址转换技术可以更有效地模糊局域网的内部布局。

## 黑洞过滤
“空路由”或者“黑洞路由”是一条无法到达任何主机的路由表记录，相关的数据包会被丢弃或者忽略，作为一种防火墙实现。这种方法称为“黑洞过滤”。
黑洞过滤所指的是在路由层次丢弃数据包，通常使用路由协议来同时实现几个路由器上的过滤，通常动态部署，用于快速响应拒绝服务攻击。

## 域名服务器黑名单（互联网流量管理）
域名服务器黑名单（DNSBL），亦或称为实时阻止列表（RBL）是指由域名信息文件提供给域名解析服务所产生的IP地址列表。域名服务器黑名单通常可以用于公布滥发电子消息的计算机或网络，大多数的电子邮件服务器可被设置为拒收或标记黑名单中的计算机或网络所发出的消息。